# Aimaker
Aimaker, eller aimaqer, är en grupp av halvnomadiska stamfolk i västra och centrala Afghanistan och östra Iran. Deras antal är mycket osäkert men anges av Encyclopædia Iranica till cirka 380 000. Olika grupper av aimaker har olika ursprung. De största grupperna är Taymani, Firuzkuhi,  Aimak-hazarer och Jamshidi. De flesta aimaker är sunnimuslimer och talar olika varianter av persiska.